# Sarchiapone e Ludovico
Sarchiapone e Ludovico è una poesia scritta in italiano e napoletano da Totò.

## Testo
Il testo della poesia narra la storia di Sarchiapone, un cavallo purosangue che viene venduto per pochi spiccioli a un carrettiere dato che oramai i suoi diciott'anni di età lo hanno reso inutilizzabile come cavallo da calesse. Nel periodo in cui vive nella stalla del suo nuovo proprietario incontra Ludovico, un asinello vecchio quanto lui che, durante le nottate passate insieme, gli racconta la realtà della vita. Ludovico apre gli occhi al cavallo spiegandogli che la sua vita da nobile animale è ormai giunta al termine e di non farsi illusioni, dato che la dama alla quale apparteneva lo ha già sostituito con un cavallo più giovane. Inoltre, Ludovico fa capire a Sarchiapone che l'uomo è tra le bestie più crudeli. A riprova di ciò, gli fa notare come l'essere umano agisce spesso per procurare del male al prossimo. Sarchiapone, che fino all'incontro con l'asino credeva di poter avere una seconda occasione, rimane molto turbato da questa prospettiva e un giorno, mentre si trova sotto il giogo del carrettino del suo padrone, deluso dalla vita si getta in un burrone per farla finita.